# Одуин-Мамикониан, Софи
Софи Одуи́н-Мамикониа́н (Софи Одуэн-Мамиконян, фр. Sophie Audouin-Mamikonian, род. 24 августа 1961 года) — французская писательница армянского происхождения, автор серии книг о Таре Дункан, по которой был снят анимационный сериал во Франции (спродюсирован Moonscoop, Disney и M6). На 2011 год книги были переведены на 17 языков, было продано более 7 миллионов экземпляров.
Софи Одуэн-Мамиконян является наследником престола древнего царства Армении и носит титул Его Королевской Высокой Принцессы Софи Одуэн-Мамиконян.

## Биография
Софи Одуин-Мамиконян родилась 24 августа 1961 года в Сен-Жан-де-Люз. Замужем, имеет двух дочерей: Диану и Марину. Имеет высшее дипломатическое образование. Одуин-Мамикониан начала писать историю о Таре Дункан в 1987 году для своих дочерей. Книги долго не хотели публиковать из-за большого объёма, не принятого для литературы для подростков. Положение изменилось после выхода «Гарри Поттера», и в 2003 году вышла первая книга о Таре Дункан.

## Произведения
1. «Тара Дункан и Волшебники» (фр.  Tara Duncan: Les Sortceliers)
2. «Тара Дункан и Запретная книга» (Tara Duncan: Le Livre interdit)
3. «Тара Дункан и Проклятый Скипетр» (Tara Duncan: Le Sceptre maudit)
4. «Тара Дункан и Дракон-отступник» (Tara Duncan: Le Dragon renégat)
5. «Тара Дункан и Запретный континент» (Tara Duncan: Le Continent interdit)
6. «Тара Дункан в ловушке Магистра» (Tara Duncan dans le Piège de Magister)